# ELLEGARDEN
ELLEGARDEN(엘르가든, 일본어: エルレガーデン)은 1998년 결성된 일본의 펑크 록/멜로펑크 밴드이다. 이들의 대부분 곡의 가사가 전부 영어로 되어있어 미국이나 영국 출신인 줄 아는 사람이 많지만(보컬인 호소미 타케시의 영어 발음이 원어민 수준으로 좋은 탓도 있다. 물론 엘르가든의 노래 중엔 일본어 가사로 된 곡도 있다. 대략 정규앨범 하나에 일본어 곡 3곡이 들어간다. Marry Me라는 곡이 한국에서 유명한데 일본 밴드인걸 알면 다들 놀란다.) 엄연히 일본 밴드 맞다. 공식 영어 표기는 ELLEGARDEN. 한국어로는 엘르가든, 엘레가든 등으로 읽고 일본어로는 에루레가덴(エルレガーデン)이라고 읽는다. 한일 공통으로 약칭은 엘르(エルレ)이다.
일본의 인디 레이블 중 하나인 GROWING UP · Dynamord Label 소속. 1998년에 결성하여 활동을 하며 일본 펑크 록을 대표하는 밴드로 성장하였고 한국에서도 널리 알려져 한일 양국에서 큰 인기를 얻던 밴드이다. 그러다 2008년 멤버 간 음악에 대한 의견 충돌로 더 이상 활동을 이어나가기엔 무리가 있다고 판단, 활동 정지를 선언하였다. 리더인 우부카타 신이치는 "다시 엘르가든이라는 이름으로 새 작품을 발표하기 위해서 멤버 각자 성장해서 오겠습니다."라는 전언을 공식 홈페이지에 올렸고, 이후로는 네 멤버 각자 솔로 프로젝트를 전개하거나 새로운 밴드를 결성, 가입하는 등 여러 활동을 하고 있다. 2008년 한국의 록 페스티벌 중 하나인 펜타포트 록 페스티벌 참전과 9월 7일, 8일 양일간 일본에서의 마지막 라이브를 끝으로 잠정 휴식에 들어갔다.(Rockin' on japan 2008.06 ELLEGARDEN 인터뷰 발췌) 다시 말해서, 해체하지 않았다. 하지만 활동 중지 후 10년에 가까운 시간이 흐르고 멤버들도 다른 밴드에 자리를 잡으면서 팬들 중에서도 사실상의 해체로 보는 견해가 많았다. 그러나 돌연 2018년 5월 10일, 재활동을 발표했다. 발표와 동시에 트위터 트렌드에 떠오르면서 많은 사람들이 환호했다.
2018년 5월에 활동을 재개한 후, 10년 만에 개최된 'THE BOYS ARE BACK IN TOWN TOUR 2018'을 발표한 ELLEGARDEN은 8월 초에 SHINKIBA STUDIO COAST에서 시작하여 ONE OK ROCK을 게스트 밴드로 초청하여 SENDAI PIT, ZOZO MARINE STADIUM 등에서 함께 성황리에 공연을 마쳤다.
2019년에는 NAEBA SKI RESORT에서 개최된 FUJI ROCK FESTIVAL 19에서의 공연을 비롯해 INTEX OSAKA에서 STRAIGHTENER, ASIAN KUNG-FU GENERATION과 함께 클로징 밴드로 활약했으며, 2019년 하반기까지 다양한 밴드와의 협업을 통해 활발한 활동을 이어갔다. 그러나 2020년 8월 5일에 NANA-IRO ELECTRIC TOUR DVD를 출시한 직후 코로나 19로 인한 공연 취소 등으로 활동이 중단되었다.
2022년 9월 9일에는 16년 만에 디지털 싱글 'Mountain Top'과 뮤직비디오를 선보이며, 11월 1일부터 시작된 'LOST SONG TOUR 2022'를 11곳에서 성공적으로 개최했다. 10월 31일에는 새로운 곡 'STRAWBERRY MARGARITA'와 뮤직비디오를 발표하고, 11월 25일에는 아마존 프라임에서 독점으로 다큐멘터리 영화 'ELLEGARDEN: LOST&FOUND'을 방영했다. 그리고 12월 21일에는 6번째 앨범 'THE END OF YESTERDAY'를 발표하며 LOST SONGS TOUR 2022의 막을 내렸다.
2023년 1월 11일에는 'THE END OF YESTERDAY TOUR 2023'의 시작을 발표하고, 3월 초부터 6월까지 36회의 총 공연을 성공적으로 마치며 7월 8일에는 홋카이 키타에루에서 'GET IT GET IT GO! SUMMER PARTY 2023'투어 공연을 열었다. 8월 17일에는 ZOZO MARINE STADIUM에서의 마지막 공연을 통해 투어를 마무리하였고, 해당 공연은 WOWOW PRIME 채널에서 8월과 11월에 방영되었다. 또한, 2008년 인천펜타포트 락 페스티벌 헤드라이너로 참여한 후 15년 만에 8월 4일에 인천펜타포트 락 페스티벌에 재참여했다.
이후, 10월 2일과 3일에는 양일간 YES 24 LIVE HALL에서 기획사 THE VAULT가 주최한 'BOYS ARE BACK IN THE EAST TOUR 2023' 투어 내한공연을 성황리에 마무리하였다. 11월에는 대만과 홍콩에서 마지막 투어 공연을 펼쳤다.
투어종료 후, 공식홈에서 2023년 12월 27일에 일본 케이블 채널 Wowow Prime 에서 8월과 11월에 독점 방송됐었던 GET IT GET IT GO! SUMMER PARTY AT ZOZOMARINE STADIUM 공연영상과 아마존 프라임 독점방송 ELLEGARDEN: LOST&FOUND 다큐멘터리를 Blu-rays 와 DVD로 출시 하였다. 2024년 현재 각 멤버들이 각자의 프로젝트 밴드 활동중이다.

## 사용장비[1]

### 호소미 타케시 [보컬 및 세컨기타]
- Guitar(Main): Gibson Historic Collection 1957 Les Paul STD
- Guitar(Spare): Gibson Historic Collection 1956 Les Paul Gold Top
- Gibson Les Paul Standard Chery Burst
- Epiphone Les Paul Classic Frame Top
- Fender Stratocaster Custom Shop MBS 50 ST/WBL
- Acoustic Guitar: Martin D-28 Marquis
- Amp: Diezel Herbert
- Speaker: Marshall 1960A
- Dizel Herbert

우부카타 신이치 [코러스 및 리드기타]
- Guitar(Main): Gibson ES-355 With Bigsby
- Guitar(Spare): Gibson ES-355 Dot Export Proto
- Gibson ES-335 Diamond F-Hole
- Epiphone Riviera
- Amp: VHT PitBull Hundred CLX
- Bad Cat LYNX
- Speaker: Marshall 1960B

타카다 유이치 [베이스]
- Bass(Main): Fender Precision Bass
- Bass(Spare): G&L L-2000
- Amp: Ampeg SVT-VR
- Speaker: Ampeg SVT-810E

타카하시 히로타카 [드럼]
- Drum Set: Ludwig Classic Maple 22", 13", 16"
- Snare Drum: Gretsch G4160
- Ludwig-Musser Black Beauty
- Cymbals: Paiste 2002 Series Crush 19" 20"
- Paiste Fomula 602 Ride 22"/2002 HEAVY Ride 22"
- Hi-Hat: Zildjian New Beat 14" Bottom&Top
- PAiSTE 2002 HEAVY Hi-Hat
- Stick: Pearl Standard Hickory 190 STH/Hard Wear
- pro-mark signature model(비매품)
- Slone: TAMA

## 앨범

### 정규 음반
| 순서 | 제목                                            | 수록곡 | 차트 순위 |
| ---- | ----------------------------------------------- | --- | --------- |
| 1    | Don't Trust Anyone But Us - 2002년 4월 3일 발매 | 1. My Favorite Song 2. Santa Claus (サンタクロース) 3. Can You Feel Like I Do 4. Bare Foot 5. 반지 (指輪 유비와[*]) 6. 달 (月 츠키[*]) 7. 45 8. 바람 부는 날 (風の日 카제노 히[*]) 9. Middle Of Nowhere 10. Lonesome 11. Sliding Door 12. The End Of The World | 94        |
| 2    | Bring Your Board!! - 발매: 2003년 7월 2일 발매  | 1. Surfrider Association 2. No.13 3. Jitterbug (ジターバグ) 4. A Song For James 5. Wannabies 6. Insane 7. My Friend Is Falling Down 8. Dancing In A Circle 9. Cuomo 10. 금성 (金星 긴세이[*]) 11. So Sad                                                       | 75        |
| 3    | Pepperoni Quattro - 2004년 5월 26일 발매        | 1. Supernova 2. Star Fish (スターフィッシュ) 3. Make A Wish 4. Addicted 5. Butterfly (バタフライ) 6. My Bloody Holiday 7. Pizza Man 8. Lost World (ロストワールド) 9. Perfect Days 10. Good Morning Kids                                                       | 17        |
| 4    | Riot on the Gril - 2005년 4월 20일 발매         | 1. Red Hot 2. Monster (モンスター) 3. Snake Fighting 4. Marry Me 5. Missing 6. Bored Of Everything 7. TV Maniacs 8. 무지개 (虹 니지[*]) 9. I Hate It 10. BBQ Riot Song                                                                                         | 3         |
| 5    | Eleven Fire Crackers - 2006년 11월 8일 발매     | 1. Opening 2. Fire Cracker 3. Space Sonic 4. Acropolis 5. Winter 6. Gunpowder Valentine 7. Ash (アッシュ) 8. Salamander 9. Elevated line (高架線) 10. Alternative Plans 11. Marie                                                                              | 1         |
| 6    | The End Of Yesterday - 2022년 12월 21일 발매    | 1. Mountain Top 2. Breathing 3. ダークファンタジー (Dark Fantasy) 4. Strawberry Margarita 5. Bonnie and Clyde 6. 瓶に入れた手紙 7. Firestarter Song 8. チーズケーキ・ファクトリー (Cheesecake Factory) 9. 10am 10. Perfect Summer 11. Goodbye Los Angeles      | 2         |

### EP 앨범
1. ELLEGARDEN (2001년 5월 23일 발매)
2. My Own Destruction (2002년 10월 16일 발매)

### 싱글 앨범
1. Bare Foot (2001년 10월 12일 발매, DLCI-1004)
2. 指輪 (2002년 2월 20일 발매, DYCL-1002)
3. ジターバグ (2003년 11월 12일 발매, ZEDY-1006)
4. Missing (2004년 11월 3일 발매, ZEDY-1009)
5. Space Sonic (2005년 12월 7일 발매, GUDY-1001)
6. Salamander (2006년 8월 9일 발매, ZEDY-1010)

### 컴필레이션 앨범
1. Figureheads Compilation (2007년 7월 31일 발매)
2. Ellegarden Best (1999-2008) (2008 7월 2일 발매)

## 약력

### 1998년
12월 31일 12시 치바현에서 결성

### 2001년
5월 23일 ELLEGARDEN 앨범 발매에 의해 인디즈 데뷔.

### 2004년
싱글 "Missing"이 오리콘 싱글 차트로 베스트20위 이내에 올랐다.

### 2005년
2월 26일 SUM41 "Japan Tour 2005"에서 오프닝을 맡았다.
10월 28일 "RIOT IN THE KOREA" 퀸 라이브 홀에서 "Riot On The Grill" & "Bring Your Board" ELLEGARDEN 첫 내한공

### 2006년
4월 15일 미국에서 "RIOT ON THE GRILL"미국반을 발매.일본반과는 쟈켓이 달라, ELLEGARDEN의 아티스트 사진이 사용된다.
3월 18일 미국 텍사스주 Austen로 행해진 "SXSW 2006 Music Festival"에 출연.
3월 20일 ~ 3월 27일 미국의 뉴욕, 보스턴, 필라델피아, 시카고, 덴버, 시애틀, 포토 랜드를 도는 투어를 한다.
오리콘의 싱글 주간 랭킹 초동 매상 매수가 인디즈로 역대 제 1위를 기록한다.
오리콘의 "ELEVEN FIRE CRACKERS" (2006년 11월 8일 발매)로 앨범 주간 랭킹 선두를 획득했다.
오리콘 연간 인디즈 싱글 랭킹으로 "Space Sonic"가 1위, "Salamander"가 3위를 획득

### 2007년
3월3-4일 대한민국, 서울 홍대 롤링홀에서 ELEVEN FIRE CRACKERS SEOUL TOUR 공연
3월 24일 마쿠하리 멧세 국제전시장에서 "1일간의 마쿠하리 멧세 라이브"로 3만명을 동원했다.

### 2008년
7월 25일 대한민국 "인천 펜타포트 락 페스티벌 2008"에 참가, 헤드라이너로 공연했다.
2018년
5월10일 ELLEGARDEN 재결합 소식 및 10년 만의 라이브 투어 'THE BOYS ARE BACK IN TOWN TOUR 2018' 활동 시작을 발표하였다
8월8일 SHINKIBA STUDIO COAST에서 ONE OK ROCK을 게스트로 함께 투어를 시작하였다.
8월10일 SENDAI PIT 에서 공연을 하였다.
8월15일 ZOZO MARINE STADIUM 에서 공연을 하였다.
2019년
7월26일 유자와의 Naeba Ski Resort에서 열린 Fuji Rock Festival '19 공연 참여를 하였다.
10월18일 INTEX OSAKA 6호관에서 클로징 밴드로 STRAIGHTENER, ASIAN KUNG-FU GENERATION 과 합동 공연을 했다.
10월23일 Aichi Sky Expo 홀 A에서 동일한 밴드들과 두번째로 공연을 하였다.
11월1일 Yokohama Arena 에서 오프닝 밴드로 동일한 밴드들과 공연을 하였다.
2020년
8월5일 NANA-IRO ELECTRIC TOUR 2019년 DVD 출시하였다.
Covid 19으로 인한 지속적인 공연 취소등으로 활발한 활동 불가하였다.
이노요시 호수에서 생중계로 무관객 어쿠스틱 라이브 개최
2021년
12월3일 10FEET, MAXIMUM THE HORMONE과 함께 REUNION TOUR 2021개최

### 2022년
9월9일 16년만의 디지털 싱글 'Mountain Top' & 뮤직비디오 출시를 하였다.
9월23일  NHK에서 'ELLEGARDEN SPECIAL'이 방송 밴드로서 최초의 지상파 TV 프로그램 출연
11월1-2일 'Lost Songs Tour 2022' KT Zepp Yokohama 를 기점으로 11곳에서 공연을 하였다.
10월31일 신곡 Strawberry Margarita & 뮤직비디오 출시를 하였다.
11월25일 다큐멘터리 영화 'ELLEGARDEN : Lost & Found' 아마존 프라임에서 독점 방송을 하였다.
11월11일 BLUE ENCOUNT와 VAUNDY의 ELLEGARDEN TRIBUTE 앨범 출시를 하였다.
12월21일 6th 앨범 The End of Yesterday 출시를 하였다.
12월21일 'Lost Songs Tour 2022' Zepp Fukuoka를 마지막으로 공연을 하였다.
2023년
1월11일 The End of Yesterday Tour 2023 개최 결정을 하였다.
3월5일-6월24일 지바Look에서의 공연을 시작으로 오키나와 뮤직타운 음시장에서의 공연을 마지막으로
총 36회 공연을 하였다.
4월29일 ARABAKI ROCK FEST.23 공연 참여를 하였다.
5월6일 VIVA LA ROCK 2023 공연 참여를 하였다.
5월31일 IKEBE 【ELLEGARDEN×IKEBE】 「Get it Get it Go! SUMMER PARTY 2023」개최 기념 인터뷰 참여
7월8일-8월17일 홋카이 키타에루에서 Get it Get it Go! SUMMER PARTY 2023 투어 공연을 필두로
8월17일 ZOZO Marine Stadium에서 마지막 공연을 하였다.
7월29일 Fuji Rock Festival 23' 공연 참여를 하였다.
8월4일 인천 펜타포트 락 페스티벌 공연 참여를 하였다.
9월16일-18일 MINAKAMI KOGEN RESORT에서 개최된 NEW ACOUSTIC CAMP 2023 공연 참여를 하였다.
10월2일-3일 대한민국, 서울 YES24 LIVE HALL에서 'Boys are Back in the East Tour 2023' 투어 공연 시작을 하였다.
10월14일 Miyako Island Rock Festival 공연 참여를 하였다.
11월25일 대만, 타이베이 Zepp New Taipei 에서 'Boys are Back in the East Tour 2023' 투어 공연 참여를 하였다
11월27일 홍콩 Music Zone @ E-Max 에서 'Boys are Back in the East Tour 2023' 투어 마지막 공연 참여를 하였다